# Шиля
Шиля — село в Хилокском районе Забайкальского края России в составе сельского поселения «Закультинское».

## География
Находится в западной части района на расстоянии примерно 43 километра (по прямой)  на запад от города Хилок.

## Климат
Климат характеризуется как резко континентальный, с продолжительной морозной зимой (до 170 дней) и коротким тёплым летом (до 114 дней). Среднегодовая температура воздуха составляет −4,2 °С. Средняя многолетняя температура самого холодного месяца (января) составляет −27 — −25 °С (абсолютный минимум — −52 °С), температура самого тёплого (июля) — 16 — 17 °С (абсолютный максимум — 39 °С). Среднегодовое количество осадков — 439 мм.
Часовой пояс
Село Шиля находится в часовой зоне МСК+6. Смещение применяемого времени относительно UTC составляет +9:00.

## История
В начале 30-х годов некоторое количество кочевых бурятов здесь осело и начало работать в коммуне «Рассвет труда», позднее одноимённом колхозе. В 1991 году работали: отделение совхоза «Сосновский», начальная школа, клуб, фельдшерско-акушерский пункт. В 1994 году открыт буддийский дуган.

## Население
Постоянное население села составляло в 2002 году 180 человек (99% буряты), в 2010  180 человек .